# Alejo Arce
Alejo G. Arce (Naga (Camarines Sur), Filipinas, 17 de julio de 1892-28 de mayo de 1974) fue un escritor y profesor hispanofilipino. Residió casi toda su vida en Naga, donde fue profesor y dirigió varias escuelas.

## Biografía
Alejo Arce estudio en la escuela primaria filipina y se graduó en el Instituto del Sur de Luzón. Obtuvo su maestría por la Universidad de Nueva Cáceres

## Premios
- 1962 Premio Zobel por su obra El bicolano y su ambiente[1][2][3]

## Reconocimientos
Su nombre está inscrito en el monumento JOMAPA de la Escuela Central de Naga como asesor responsable de su construcción.